# طفيل (محافظة الليث)
طفيل قرية سعودية، تتبع مركز السعدية في محافظة الليث بمنطقة مكة المكرمة، تقع في شمال شرق مدينة الليث بمسافة نحو (85) كم.

## سبب تسميه القرية باسم ( طفيل )
سميت بقرية طفيل أو حرة طفيل لما يعنيه اسم طفيل المأخوذ من طرف السوط يتأجج أي يضيء وهو أيضا اختلاط الليل بباقي ضوء النهار. وأيضا لعل في سبب تسميته إشارة إلى هذا المعنى فهو جبيل أو حرة شديدة السواد كما وصفها كثير من السلف وسكنها قديما بني فقيم وبني الدئل من قبيلة كنامهويسكنها اليوم الجحادلهمن بني شعبة من قبيلة كنانة

## سكان قرية طفيل
يسكن قرية طفيل الجحادلة من بني شعبه من كنانه
و معضم او اغلبة سكانها من العليان و الحسنان و الجمله
من الجحادلة